# Raizō Tanaka
Raizō Tanaka (田中頼三 Tanaka Raizo?, Yamaguchi, prefectura de Yamaguchi, 27 de abril de 1892-9 de julio de 1969) fue un contraalmirante de la Armada Imperial Japonesa (IJN) durante la mayor parte de la Segunda Guerra Mundial que tuvo una destacada actuación en la batalla de Tassafaronga.
Fue un especialista en el uso de torpedos, por lo que Tanaka dirigió principalmente pequeñas flotas de destructores y lanzatorpedos, además de liderar los esfuerzos en el envío de refuerzos y reabastecimiento del «Tokyo Express» durante las campañas de Guadalcanal y las Islas Salomón. La victoria más destacada atribuida a Tanaka fue la batalla de Tassafaronga, donde su escuadra consiguió derrotar a una fuerza mucho mayor que la suya que incluía cuatro cruceros pesados y seis destructores de apoyo. Durante la batalla, su gran habilidad en el uso de los torpedos le permitió acertar a cuatro cruceros estadounidenses. También fue hundido el USS Northampton.
Se retiró de la Armada el 26 de junio de 1946 y murió a la edad de 77 años.

## Primeros años
Acabada su educación secundaria, entró en la Academia Naval Imperial Japonesa, siendo miembro de la promoción de 1913, donde quedó en la 41.ª y 34.ª posición de entre los 118 graduados. Como cadete, sirvió en los cruceros Azuma y Nisshin y el acorazado Aki. Tras su ascenso a subteniente desempeño sus labores en el crucero Kasagi y el Kongō. Entre diciembre de 1916 y 1917 asistió a cursos sobre artillería naval y usos básicos de torpedos, tras lo cual fue asignado a los destructores Hatsushimo y Kusunoki y al acorazado Katori.
Regresó de nuevo a la escuela entre diciembre de 1919 y 1920, asistiendo a un curso avanzado sobre el uso de torpedos. A partir de 1921 y hasta noviembre de 1923, el teniente Tanaka fue asignado como delegado en el buque nodriza de submarinos Karasaki, en el crucero Iwate, en el destructor Shiokaze y en el crucero Yura. En diciembre de 1925 fue nombrado director e instructor de la escuela de torpedos de la Marina Imperial.
En 1930, el teniente comandante Tanaka capitaneó el destructor Tachikaze y en 1931, después de su ascenso a comandante, el destructor Ushio. De diciembre de 1932 a diciembre de 1936, trabajó como parte del personal del Distrito Naval de Yokosuka. Desde el 1 de diciembre de 1937 y hasta el 15 de diciembre de 1938, el capitán Tanaka comandó el crucero ligero Jintsu. Sirvió como el jefe del Estado Mayor del Distrito de la Guardia Mako (马公警备府 Mako Keibifu) del 15 de diciembre de 1938 hasta el 15 de noviembre de 1939. Posteriormente, supervisó la reconstrucción del acorazado Kongō entre noviembre de 1939 y noviembre de 1940.

## Segunda Guerra Mundial

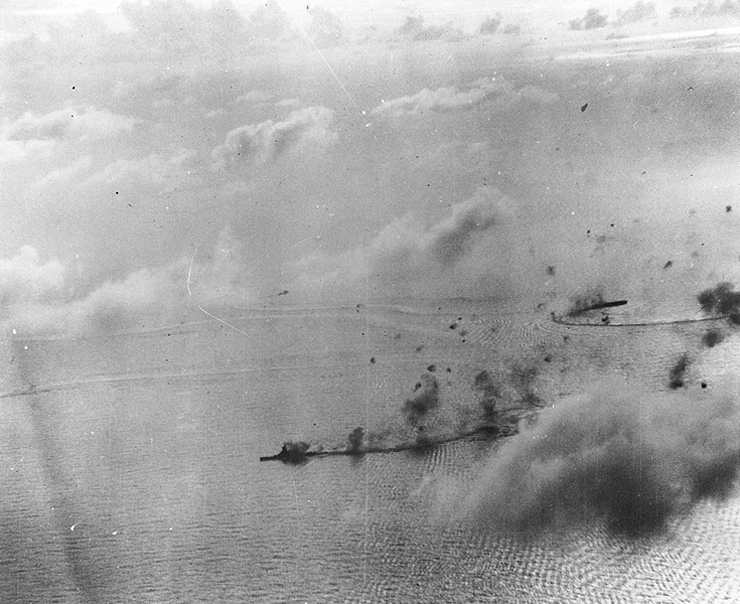
El crucero Kongō, uno de los buques donde sirvió Tanaka, bajo ataque el 20 de junio de 1944, durante la batalla del Mar de Filipinas.

El 26 de septiembre de 1941, el capitán Tanaka tomó el mando del 2.º Escuadrón de Destructores, con su buque insignia, el crucero ligero Jintsu. Ese mismo año fue ascendido a contralmirante el 15 de octubre. Su 2.º escuadrón estaba en un principio formado por 8 destructores más el Jintsu, participando en las invasiones japonesas de Filipinas y las Indias Orientales (actual Indonesia) en los primeros meses de la Guerra del Pacífico entre Japón y los Aliados.
El 21 de mayo de 1942 estuvo al mando apoyó del grupo de tareas del desembarco japonés (que no llegó a producirse) sobre Midway. Sus fuerzas fueron avistadas por un PBY Catalina que radió un mensaje de avistamiento del "grueso" de las fuerzas navales japonesas. Afortunadamente Nimitz interpretó correctamente la naturaleza del avistamiento.
Después de sufrir una gran derrota en la batalla de Midway, sus fuerzas regresaron intactas a Japón a través de la isla de Guam.
El ataque estadounidense sobre Guadalcanal precipitó su vuelta a la guerra, participando en la batalla de Guadalcanal. El 25 de agosto, durante la batalla de las Salomón Orientales, fue herido cuando sus buques fueron atacados por infantería de marina y aviones de combate procedentes de Guadalcanal. Mientras se recuperaba en su base en las Islas Shortland, sus esfuerzos se dirigieron a organizar los refuerzos y los abastecimientos que debían ayudar a los soldados japoneses que luchaban en Guadalcanal. Su estrategia para abastecer Guadalcanal se apoyaba en el uso de rápidos destructores nocturnos para así evitar la supremacía aérea aliada. Esta estrategia fue apodada por los estadounidenses como el Tokyo Express.
El 30 de noviembre de 1942, al final de la campaña de Guadalcanal, dirigió personalmente un Tokyo Express para socorrer Guadalcanal. Su fuerza estaba compuesta por 8 destructores. Esa noche, una fuerza estadounidense de cinco cruceros y cuatro destructores, al mando de Carleton H. Wright, estaba preparada para interceptar los buques de Tanaka. Mediante el uso del radar, los barcos estadounidenses sorprendieron a Tanaka, resultando hundido un destructor japonés. Sin embargo, Tanaka respondió rápidamente mediante la emisión de rápidas órdenes a sus buques para maniobrar y evacuar la zona. El resultado final fueron 1 buque japonés hundido, 1 crucero estadounidense hundido y otros 3 gravemente dañados, tanto que no pudieron volver al servicio activo hasta 9 meses después. La batalla de Tassafaronga fue una de las derrotas más grave sufridas por la Marina de los EE. UU. después del ataque a Pearl Harbor. Solo la batalla de la isla de Savo, en agosto de 1942, puede comparársele. El 12 de diciembre de 1942 en otro Tokyo Express, el destructor de Tanaka fue golpeado y hundido por torpedos disparados desde una lancha torpedera cerca de Guadalcanal, resultado herido.
En diciembre de 1942 fue trasladado a Singapur. Su caída en desgracia ante los altos mando militares precipitó su envío a Birmania en 1943, permaneciendo en el ejército terrestre hasta el final de la guerra. Sin embargo, el 15 de octubre de 1944 fue ascendido a vicealmirante.